# Tarako (atriz)
Tarako Isono (磯野たらこ, Isono Tarako, Ōta, 17 de dezembro de 1960 – Tóquio, 4 de março de 2024), conhecido sob o nome profissional Tarako (たらこ, Tarako) foi uma atriz, seiyu e cantora japonesa. Seu papel de estréia foi como um pré-escolar em Urusei Yatsura.

## Fimografia

### Anime
- Anpanman (Frankenrobo)
- Hunter × Hunter (Senritsu)
- Chibi Maruko Chan (Maruko)
- Magical Taruruuto-kun (Taruruuto)
- InuYasha (Kirara)
- Jungle Taitei (Lulu, outras vozes)
- Mushiking (Rei Chibi)
- Nichijou (Plus-parafuso na Episódio 16)
- Noir (Altena)
- Patlabor: A série de TV (Tamiko Shinshi)
- Urusei Yatsura (Açúcar, pré-escolar)

### Filmes de anime
- O Castelo no Céu (Madge)
- Tonari no Totoro (amiga B)
- Nausicaä do Vale do Vento (Garoto)